# Verlagshaus el Gato
Das Verlagshaus el Gato ist ein Berliner Verlag mit Schwerpunkt Jugendbuch.

## Geschichte
Das Verlagshaus el Gato wurde 2011 von Andrea el Gato gegründet. Im Verlagshaus übernimmt el Gato die Organisation, die Gestaltung des Verlagsprogramms und das Lektorat.
Jährlich erscheinen acht bis zehn Titel. Im Mai 2015 waren 35 Titel aus dem Verlagsprogramm erhältlich. Alle Bücher sind grafisch unterschiedlich gestaltet und sowohl als Print, als auch als E-Book erhältlich. Das Logo des Verlagshauses zeigt eine schwarze Katze.
2015 veröffentlichte Anabel Ternès im Verlagshaus das Flüchtlingsbuch: Wer ich bin – 10 Kinder – 10 Schicksale – 10 Rezepte.

## Ausgaben (Auswahl)
- Claudia und Hedwig Kleineheismann: Mein Kind soll leben!, 2012, ISBN 978-3943596-31-1 (das erste Buch des Verlagshauses).
- Claudi Feldhaus: Familie, Liebe und andere Sorgen, 2013, ISBN 978-3-943596-40-3.
- Pamela Gelfert: Im Schatten der Rache, 2012, ISBN 978-3-943596-32-8.
- Lars und Uwe Hunsicker: Die letzten Kreuzritter – Der Fluch der Gräfin, 2015, ISBN 978-3-943596-59-5.
- Gernot Jennerwein: Der Trompetenspieler, 2014, ISBN 978-3-943596-69-4.
- Jordis Lank: Raukland-Trilogie, 2013, ISBN 978-3-943596-04-5.
- Susanne Leuders: Etenya-Saga, 2014, ISBN 978-3-943596-49-6.
- Lucie Müller: Kriegssinfonie-Trilogie, 2014, ISBN 978-3-943596-47-2.
- Jonathan Philippi: Mary-Island (Serie), 2013, ISBN 978-3-943596-37-3.
- Leo Pinkerton: Luftpost zwischen Tag und Nacht, 2014, ISBN 978-3-943596-48-9.
- Claudia Romes: Cor de Rosas Tochter, 2014, ISBN 978-3-943596-50-2.
- Monika Janine Bernhardt: Sieben Namen für ein Leben, 2015, ISBN 978-3-943596-58-8.
- Anabel Ternes: Wer ich bin – 10 Kinder – 10 Schicksale – 10 Rezepte. ISBN 978-3-943596-95-3.
- Brina Stein: 115 Tage an Tisch 10 – Wellengeflüster auf Weltreisen. ISBN 978-3-946049-09-8.